# Granzay-Gript
Granzay-Gript ist eine französische Gemeinde mit 912 Einwohnern (Stand 1. Januar 2022) im Département Deux-Sèvres in der Region Nouvelle-Aquitaine (vor 2016 Poitou-Charentes). Sie gehört zum Arrondissement Niort und zum Kanton Frontenay-Rohan-Rohan. Die Einwohner werden Granzéens-Griptois genannt.

## Geographie
Granzay-Gript liegt etwa zwölf Kilometer südsüdwestlich von Niort. Umgeben wird Granzay-Gript von den Nachbargemeinden Saint-Symphorien im Norden, Fors im Nordosten und Osten, Marigny im Osten und Südosten, Beauvoir-sur-Niort im Süden, La Foye-Monjault im Südwesten, Vallans im Westen sowie Frontenay-Rohan-Rohan im Nordwesten.
Am östlichen Rand der Gemeinde führt die Autoroute A10 entlang.

## Geschichte
Zum 1. Januar 1973 fusionierten Granzay und Gript zur heutigen Gemeinde.

### Bevölkerungsentwicklung
| Jahr                       | 1962 | 1968 | 1975 | 1982 | 1990 | 1999 | 2006 | 2019 |
| Einwohner                  | 429  | 445  | 430  | 644  | 825  | 806  | 840  | 903  |
| Quellen: Cassini und INSEE |      |      |      |      |      |      |      |      |

## Sehenswürdigkeiten

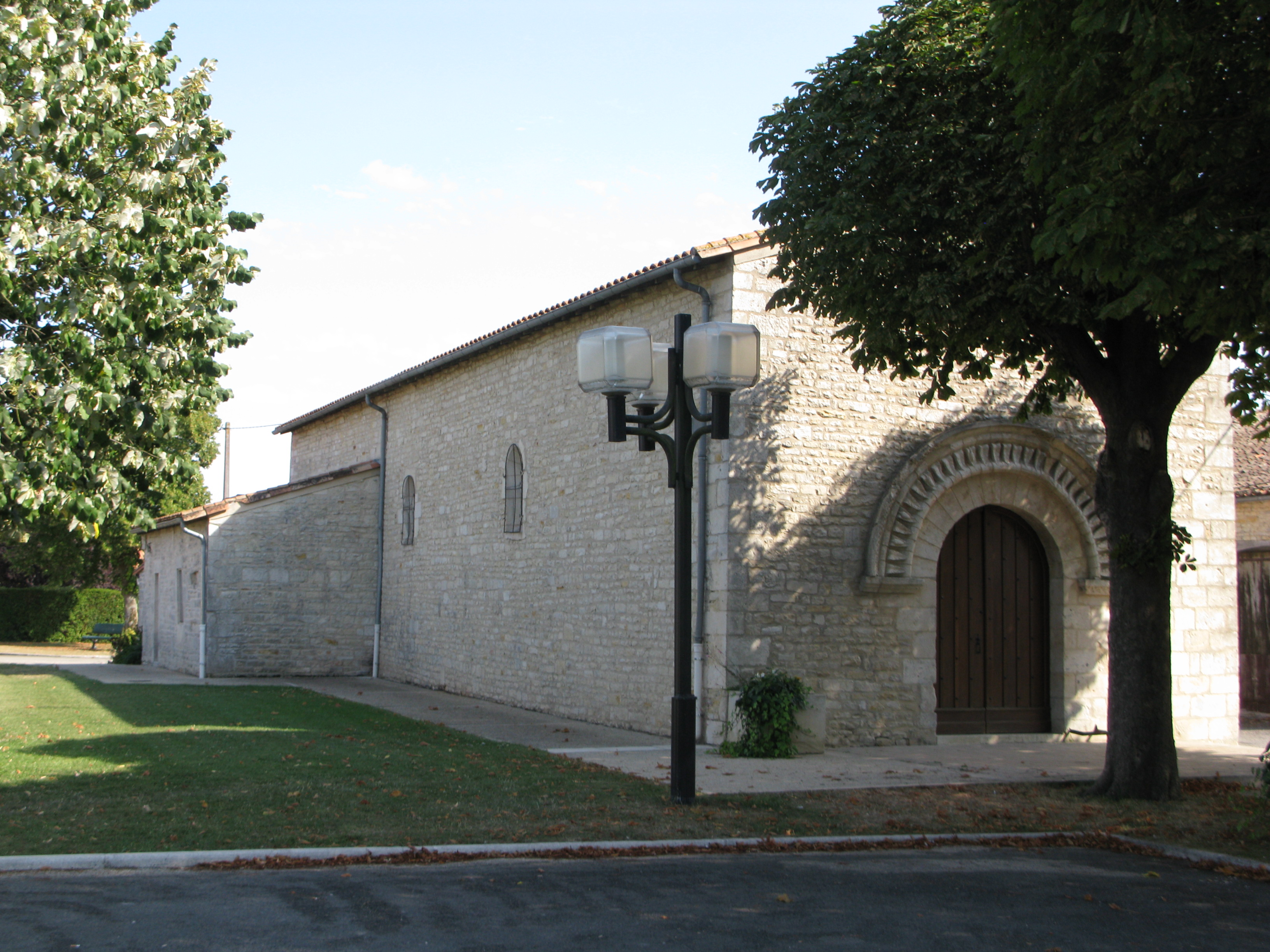
Kirche Saint-Vaise

- Kirche Saint-Vaise in Granzay